# Claire Hedenskog
Claire Maria Hedenskog-Vilshed (ur. 10 marca 1980 w Släp) - była szwedzka pływaczka, specjalizująca się głównie w stylu dowolnym.
Brązowa medalistka mistrzostw Europy z Eindhoven w sztafecie 4 x 100 m stylem dowolnym. Dwukrotna wicemistrzyni Europy na krótkim basenie ze Stambułu w sztafetach 4 x 50 m stylem dowolnym i 4 x 50 m stylem zmiennym.
Olimpijka z Pekinu (11. miejsce w sztafecie 4 x 100 m stylem dowolnym).
W 2011 roku zakończyła sportową karierę. 